# Sredozemsko podnebje
Sredozemsko podnebje ali mediteransko podnebje (tudi etezijsko) je podnebni tip v subtropskem podnebnem pasu, ki sega od 30 – 40° geografske širine. Letna temperaturna amplituda v krajih s sredozemskim podnebjem je 13 °C. Največ padavin pade pozimi, zaradi potujočih depresij, ki so takrat pogostejše, saj se polarna fronta pomakne proti jugu. Poletja so suha, dolga in vroča, medtem ko so zime izrazito kratke, mile in deževne. Letno pade na teh območjih od 350 do 900 mm padavin. 
Podnebje je značilno za območje Sredozemlja (po katerem je tudi dobilo ime),  JZ del Severne Amerike, osrednji del Čila, S del Afrike in JZ del Avstralije.

## Klimogrami
| Podnebni diagram za Porto | Podnebni diagram za Porto | Podnebni diagram za Porto | Podnebni diagram za Porto | Podnebni diagram za Porto | Podnebni diagram za Porto | Podnebni diagram za Porto | Podnebni diagram za Porto | Podnebni diagram za Porto | Podnebni diagram za Porto | Podnebni diagram za Porto | Podnebni diagram za Porto |
| --- | ------------------------- | ------------------------- | ------------------------- | ------------------------- | ------------------------- | ------------------------- | ------------------------- | ------------------------- | ------------------------- | ------------------------- | ------------------------- |
| J | F                         | M                         | A                         | M                         | J                         | J                         | A                         | S                         | O                         | N                         | D                         |
| 158 14 5 | 140 15 6                  | 90 17 7                   | 116 18 9                  | 98 19 11                  | 46 23 14                  | 18 25 16                  | 27 25 15                  | 71 24 15                  | 138 20 12                 | 158 17 8                  | 195 14 7                  |
| povprečne temperature v °C skupno padavin v mm vir: Instituto de Meteorologia |                           |                           |                           |                           |                           |                           |                           |                           |                           |                           |                           |
| imperialna pretvorba \| J \| F \| M \| A \| M \| J \| J \| A \| S \| O \| N \| D \| \| 6.2 56 41 \| 5.5 59 43 \| 3.5 62 45 \| 4.6 64 47 \| 3.8 67 52 \| 1.8 73 57 \| 0.7 77 60 \| 1.1 77 59 \| 2.8 75 59 \| 5.4 69 53 \| 6.2 62 47 \| 7.7 58 44 \| \| povprečne temperature v °F skupno padavin v inčih \| \| \| \| \| \| \| \| \| \| \| \| |                           |                           |                           |                           |                           |                           |                           |                           |                           |                           |                           |
| J | F                         | M                         | A                         | M                         | J                         | J                         | A                         | S                         | O                         | N                         | D                         |
| 6.2 56 41 | 5.5 59 43                 | 3.5 62 45                 | 4.6 64 47                 | 3.8 67 52                 | 1.8 73 57                 | 0.7 77 60                 | 1.1 77 59                 | 2.8 75 59                 | 5.4 69 53                 | 6.2 62 47                 | 7.7 58 44                 |
| povprečne temperature v °F skupno padavin v inčih |                           |                           |                           |                           |                           |                           |                           |                           |                           |                           |                           |

| Podnebni diagram za León | Podnebni diagram za León | Podnebni diagram za León | Podnebni diagram za León | Podnebni diagram za León | Podnebni diagram za León | Podnebni diagram za León | Podnebni diagram za León | Podnebni diagram za León | Podnebni diagram za León | Podnebni diagram za León | Podnebni diagram za León |
| --- | ------------------------ | ------------------------ | ------------------------ | ------------------------ | ------------------------ | ------------------------ | ------------------------ | ------------------------ | ------------------------ | ------------------------ | ------------------------ |
| J | F                        | M                        | A                        | M                        | J                        | J                        | A                        | S                        | O                        | N                        | D                        |
| 58 7 -1 | 46 10 0                  | 29 13 2                  | 50 14 3                  | 58 18 6                  | 39 23 10                 | 28 27 12                 | 24 27 12                 | 39 23 10                 | 56 16 6                  | 58 11 3                  | 70 8 1                   |
| povprečne temperature v °C skupno padavin v mm vir: Agencia Estatal de Meteorología (špansko) |                          |                          |                          |                          |                          |                          |                          |                          |                          |                          |                          |
| imperialna pretvorba \| J \| F \| M \| A \| M \| J \| J \| A \| S \| O \| N \| D \| \| 2.3 45 31 \| 1.8 49 33 \| 1.1 55 35 \| 2 58 37 \| 2.3 64 43 \| 1.5 74 49 \| 1.1 81 54 \| 0.9 80 54 \| 1.5 73 50 \| 2.2 62 44 \| 2.3 52 37 \| 2.8 46 33 \| \| povprečne temperature v °F skupno padavin v inčih \| \| \| \| \| \| \| \| \| \| \| \| |                          |                          |                          |                          |                          |                          |                          |                          |                          |                          |                          |
| J | F                        | M                        | A                        | M                        | J                        | J                        | A                        | S                        | O                        | N                        | D                        |
| 2.3 45 31 | 1.8 49 33                | 1.1 55 35                | 2 58 37                  | 2.3 64 43                | 1.5 74 49                | 1.1 81 54                | 0.9 80 54                | 1.5 73 50                | 2.2 62 44                | 2.3 52 37                | 2.8 46 33                |
| povprečne temperature v °F skupno padavin v inčih |                          |                          |                          |                          |                          |                          |                          |                          |                          |                          |                          |

| Podnebni diagram za Cape Town | Podnebni diagram za Cape Town | Podnebni diagram za Cape Town | Podnebni diagram za Cape Town | Podnebni diagram za Cape Town | Podnebni diagram za Cape Town | Podnebni diagram za Cape Town | Podnebni diagram za Cape Town | Podnebni diagram za Cape Town | Podnebni diagram za Cape Town | Podnebni diagram za Cape Town | Podnebni diagram za Cape Town |
| --- | ----------------------------- | ----------------------------- | ----------------------------- | ----------------------------- | ----------------------------- | ----------------------------- | ----------------------------- | ----------------------------- | ----------------------------- | ----------------------------- | ----------------------------- |
| J | F                             | M                             | A                             | M                             | J                             | J                             | A                             | S                             | O                             | N                             | D                             |
| 15 26 16 | 17 27 16                      | 20 25 14                      | 41 23 12                      | 69 20 9                       | 93 18 8                       | 82 18 7                       | 77 18 8                       | 40 19 9                       | 30 21 11                      | 14 24 13                      | 17 25 15                      |
| povprečne temperature v °C skupno padavin v mm vir: WMO |                               |                               |                               |                               |                               |                               |                               |                               |                               |                               |                               |
| imperialna pretvorba \| J \| F \| M \| A \| M \| J \| J \| A \| S \| O \| N \| D \| \| 0.6 79 60 \| 0.7 80 60 \| 0.8 78 58 \| 1.6 73 53 \| 2.7 69 49 \| 3.7 65 46 \| 3.2 64 45 \| 3 64 46 \| 1.6 67 48 \| 1.2 70 51 \| 0.6 74 56 \| 0.7 77 59 \| \| povprečne temperature v °F skupno padavin v inčih \| \| \| \| \| \| \| \| \| \| \| \| |                               |                               |                               |                               |                               |                               |                               |                               |                               |                               |                               |
| J | F                             | M                             | A                             | M                             | J                             | J                             | A                             | S                             | O                             | N                             | D                             |
| 0.6 79 60 | 0.7 80 60                     | 0.8 78 58                     | 1.6 73 53                     | 2.7 69 49                     | 3.7 65 46                     | 3.2 64 45                     | 3 64 46                       | 1.6 67 48                     | 1.2 70 51                     | 0.6 74 56                     | 0.7 77 59                     |
| povprečne temperature v °F skupno padavin v inčih |                               |                               |                               |                               |                               |                               |                               |                               |                               |                               |                               |